# Flavor Flav
William Jonathan Drayton Jr. (sinh ngày 16/3/1959, nghệ danh: Flavor Flav) là nam ca sĩ, rapper, diễn viên, ngôi sao truyền hình người Mỹ. Ông nổi tiếng từ khi là thành viên ban nhạc hip-hop Public Enemy. Flav từng tham gia một số show truyền hình thực tế như: The Surreal Life, Strange Love, và Flavor of Love.

## Thời thơ ấu
Flav sinh ra tại Roosevelt, New York và lớn lên ở khu vực Freeport. Ông tự học đàn piano và bắt đầu chơi nhạc từ năm 5 tuổi. Sau này, Flav bắt đầu đi hát ở nhà thờ và còn học thêm đánh trống và guitar. Theo rapper đồng nghiệp Chuck D, Flav có thể chơi 15 loại nhạc cụ khác nhau. Khi còn nhỏ, Flav từng đốt cháy một căn nhà khi chơi với bật lửa, đến năm lớp 11 thì ông bỏ học. Flav cũng từng vào tù vì tội trộm cướp.

## Danh sách album

### Album đơn ca
- Hollywood (2006)